# The Castle of Fu Manchu
The Castle of Fu Manchu is een film uit 1969. Het is een van de vele Fu Manchu-films, en de laatste van deze films met Christopher Lee in de hoofdrol. De regie was in handen van Jesus Franco.

## Verhaal
De film speelt zich af in de jaren 20, net als de rest van de serie. Fu Manchu wil de wereldzeeën bevriezen met zijn nieuwste uitvinding. Samen met zijn dochter, Lin Tang, en zijn leger van dacoits neemt hij een kasteel in Istanboel over. Dit kasteel bevat een grote opiumvoorraad die al brandstof voor Fu Manchu’s machine kan dienen. Fu Manchu wordt tegenwerkt door Interpol, en dan met name agenten Nayland Smith en Dr. Petrie.

## Rolverdeling
| Acteur                 | Personage                  |
| ---------------------- | -------------------------- |
| Christopher Lee        | Fu Manchu                  |
| Richard Greene         | Nayland Smith              |
| Howard Marion-Crawford | Doctor Petrie              |
| Günther Stoll          | Curt                       |
| Rosalba Neri           | Lisa                       |
| Maria Perschy          | Marie                      |
| José Manuel Martín     | Omar Pashu                 |
| Werner Abrolat         | Melnik (as Werner Aprelat) |
| Tsai Chin              | Lin Tang                   |

## Achtergrond

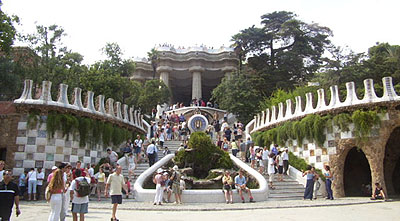
Een deel van de film werd opgenomen in het Parc Guell in Barcelona

De film werd opgenomen in onder andere Spanje en Istanboel. Oorspronkelijk was de film alleen in Duitsland en Nederland te zien onder de titel “Die Folterkammer des Dr. Fu Man Chu” / “De Folterkamer van Dr. Fu Manchu”. Andere titels van de film zijn: “Sax Rohmer's The Castle of Fu Manchu”, “Assignment Istanbul”, “Castello di Fu Manchu, Il”,
”Castillo de Fu-Manchu, El”, “Fu Manchu's Castle”en “The Torture Chamber of Fu Manchu”.
De film werd bespot in de televisieserie Mystery Science Theater 3000. Joel Robinson en zijn robots leverden vooral kritiek op de lastige plot en de traagheid van de film. Andere punten waarmee werd gespot waren de slechte nasynchronisatie en het feit dat blanke acteurs werden gebruikt om Chinezen en Turken te spelen.